# Селецький Петро Дмитрович
Петро́ Дми́трович Селе́цький (14 березня 1821, Малютинці — 17 березня 1880) — урядовець київського генерал-губернаторства, композитор і піаніст.

## Біографія
Походив з козацько-старшинського роду Селецьких. Власник села Малютинці Пирятинського повіту. Отримав гарну музичну освіту. З гри на фортепіано консультувався у Ф. Ліста, в Лейпцигу спілкувався з Ф. Мендельсоном.
Урядовець Київського генерал-губернаторства (з 1844), київський віце-губернатор (1858 — 1866 року), київський губернатор, маршал дворянства (1866 — 1880).
Знайомий Т. Шевченка (через князів Рєпніних) з 1843 року, 1845 р. разом мали працювати над оперою «Мазепа», але розійшлися в поглядах на історичні події, що й відбилося на їх дальших взаєминах: Селецький керував таємним наглядом за Шевченком під час перебування поета в Києві 1859 р.
1862 року по вул. Володимирській, 48, на ділянці, що належала його донькам, було споруджено будинок за проектом арх. О. Беретті.
1863 року став одним з організаторів Київського відділення Російського музичного товариства, його першим головою впродовж 10 років.
На картаз Києва 1865 року і пізніших на Сирці можна розгледіти напис: хут. Селецкаго.
Його донька стала другою дружиною графа Миколи О'Рурка, російського військово-морського офіцера ірландського походження, а її донька Марія вийшла заміж за Василя "Васюка" Тарновського.
Автор «Записок», опублікованих у «Киевской старине» 1884 (чч. 2 — 9).